# Bistum Armenia
Das Bistum Armenia (lat.: Dioecesis Armeniensis, span.: Diócesis de Armenia) ist eine in Kolumbien gelegene römisch-katholische Diözese mit Sitz in Armenia.

## Geschichte
Das Bistum Armenia wurde am 17. Dezember 1952 durch Papst Pius XII. aus Gebietsabtretungen des Bistums Manizales und der Apostolischen Präfektur Chocó errichtet. Es ist dem Erzbistum Manizales als Suffraganbistum unterstellt.

## Bischöfe von Armenia
- José de Jesús Martinez Vargas, 1952–1972
- Libardo Ramírez Gómez, 1972–1986, dann Bischof von Garzón
- José Roberto López Londoño, 1987–2003, dann Bischof von Jericó
- Fabio Duque Jaramillo OFM, 2003–2012, dann Bischof von Garzón
- Pablo Emiro Salas Anteliz, 2014–2017, dann Erzbischof von Barranquilla
- Carlos Arturo Quintero Gómez, seit 2018

## Weblinks

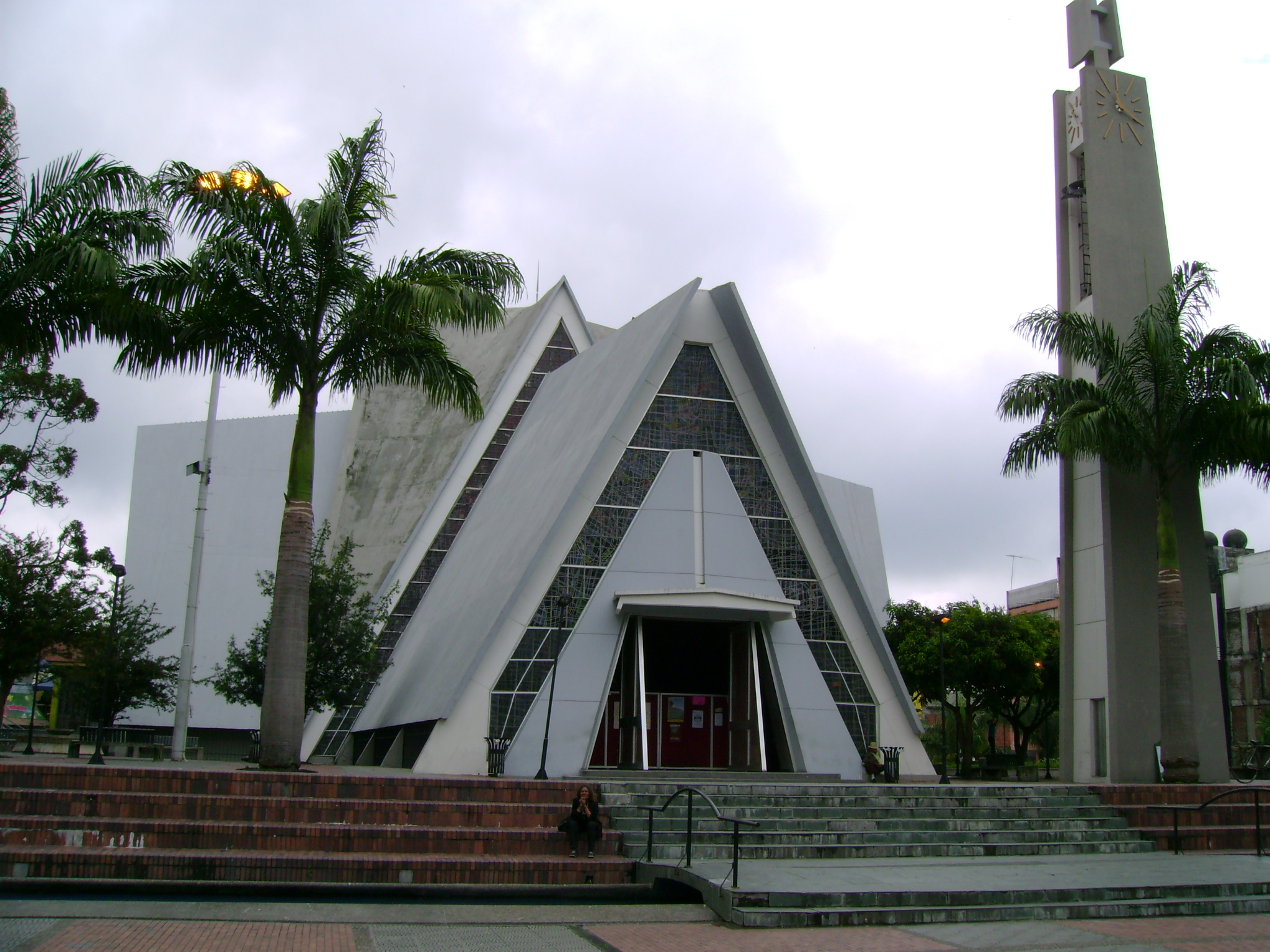
Kathedrale Inmaculada Concepción in Armenia